# Тамаев, Владимир Хаджимуссаевич

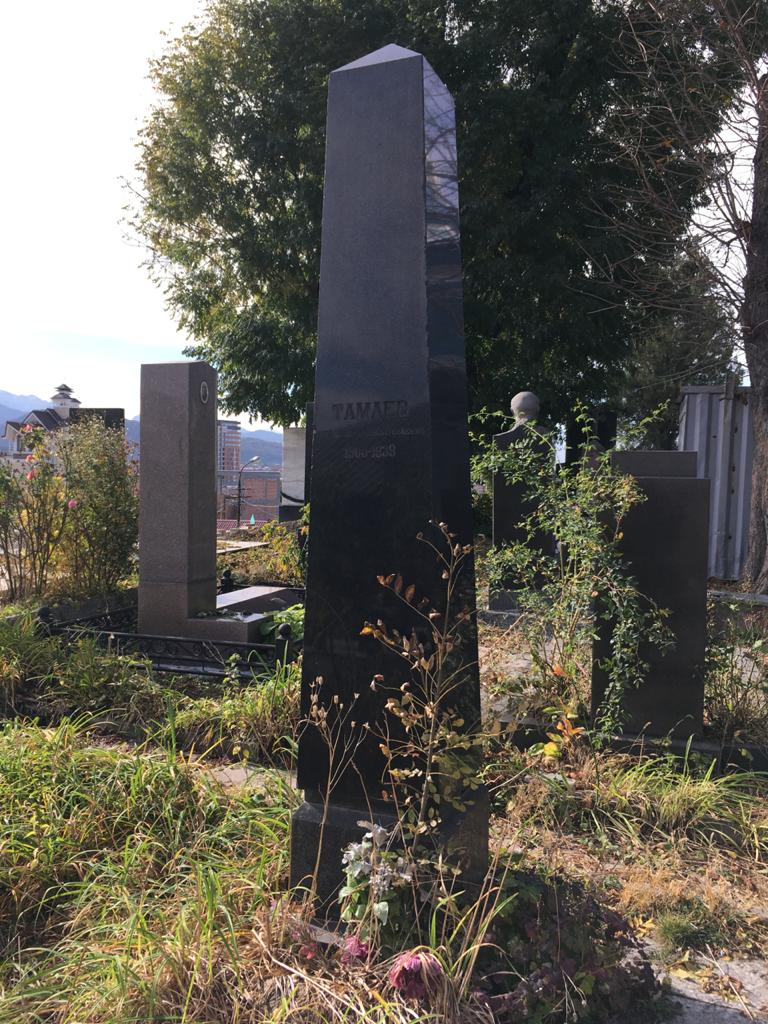
Могила Владимира Тамаева в ограде Осетинской церкви. Памятник культурного наследия федерального значения

Владимир Хаджимуссаевич Тамаев (1905, Алагир, Кавказский край — 23 декабря 1939, Орджоникидзе, Северо-Осетинская АССР) — осетинский государственный и партийный деятель, председатель Верховного Совета СО АССР.

## Биография
Родился в 1905 году в селе Алагир. В раннем возрасте осиротел и воспитывался у своего дяди. В 1928 году был отправлен на курсы профессионального актива в Ростов-на-Дону. После возвращения на родину в 1929 году был назначен помощником начальника железнодорожной станции Алагир. В 1929 году вступил в ВКП(б). В 1936 году окончил Северо-Кавказскую высшую коммунистическую сельскохозяйственную школу имени Е. Г. Евдокимова.
С 1937 года — инструктор отдела руководящих партийных органов Северо-Осетинского областного комитета ВКП(б).
В 1938 году был избран вторым секретарём Северо-Осетинского обкома ВКП(б), а также депутатом Верховного Совета СО АССР; с июля 1938 одновременно — председатель Верховного Совета СО АССР.
Скоропостижно скончался 23 декабря 1939 года в Орджоникидзе и был похоронен в некрополе возле Осетинской церкви.
Память
- Именем В. Х. Тамаева названа улица во Владикавказе (решение горсовета № 3, 47 от 15 февраля 1940 года).